# Bill Houlder
Bill Houlder (né le 11 mars 1967 à Thunder Bay dans la province d'Ontario au Canada) est un joueur professionnel canadien de hockey sur glace. Il évoluait au poste de défenseur.

## Biographie
Bill Houlder est repêché par les Capitals de Washington en 82e position lors du repêchage d'entrée dans la LNH 1985 alors qu'il évoluait pour les Centennials de North Bay de la Ligue de hockey de l'Ontario.
Il joue sa première saison professionnelle en 1987-1988 alors qu'il partage sa saison entre les Capitals et les Komets de Fort Wayne de la Ligue internationale de hockey.
Après trois saisons avec les Capitals, il est échangé aux Sabres de Buffalo contre Shawn Anderson. En 1990-1991, il joue sept matchs avec les Sabres et joue la majorité de la saison avec les Americans de Rochester dans la Ligue américaine de hockey. Dans la LAH, il marque 13 buts et ajoute 53 aides pour 66 points en 69 matchs et est nommé dans la première équipe d'étoiles de la ligue.
En 1992-1993, il joue 64 matchs dans la LIH avec les Gulls de San Diego et enregistre 72 points pour 24 buts et 48 aides en 64 matchs. Il est récompensé dans la première équipe d'étoiles de la LIH en plus de remporter le trophée des gouverneurs remis au défenseur par excellence dans la ligue.
Il est réclamé par les Mighty Ducks d'Anaheim au repêchage d'expansion de la LNH 1993 et joue sa première saison à temps plein dans la LNH. Il réalise statistiquement sa meilleure saison dans la ligue nationale avec une récolte de 14 buts et 39 points en 80 matchs.
Il joue par la suite pour les Blues de Saint-Louis, le Lightning de Tampa Bay puis les Sharks de San José avant de retourner au Lightning à l'été 2000. Il est nommé capitaine de l'équipe lors de la saison 1999-2000 mais au bout seulement 14 matchs, il est envoyé au ballotage où il est réclamé par les Predators de Nashville. Il joue avec les Predators jusqu'en 2003 où il met un terme à sa carrière au bout de cette saison.

## Statistiques
| Saison     | Équipe                   | Ligue      |     | Saison régulière | Saison régulière | Saison régulière | Saison régulière | Saison régulière |   | Séries éliminatoires | Séries éliminatoires | Séries éliminatoires | Séries éliminatoires | Séries éliminatoires |
| Saison     | Équipe                   | Ligue      | PJ  | B                | A                | Pts              | Pun              | PJ               | B | A                    | Pts                  | Pun                  |                      |                      |
| 1984-1985  | Centennials de North Bay | LHO        | 66  | 4                | 20               | 24               | 37               | 8                | 0 | 0                    | 0                    | 2                    |                      |                      |
| 1985-1986  | Centennials de North Bay | LHO        | 59  | 5                | 30               | 35               | 97               | 10               | 1 | 6                    | 7                    | 12                   |                      |                      |
| 1986-1987  | Centennials de North Bay | LHO        | 62  | 17               | 51               | 68               | 68               | 22               | 4 | 19                   | 23                   | 20                   |                      |                      |
| 1987-1988  | Komets de Fort Wayne     | LIH        | 43  | 10               | 14               | 24               | 32               | -                | - | -                    | -                    | -                    |                      |                      |
| 1987-1988  | Capitals de Washington   | LNH        | 30  | 1                | 2                | 3                | 10               | -                | - | -                    | -                    | -                    |                      |                      |
| 1988-1989  | Skipjacks de Baltimore   | LAH        | 65  | 10               | 36               | 46               | 50               | -                | - | -                    | -                    | -                    |                      |                      |
| 1988-1989  | Capitals de Washington   | LNH        | 8   | 0                | 3                | 3                | 4                | -                | - | -                    | -                    | -                    |                      |                      |
| 1989-1990  | Skipjacks de Baltimore   | LAH        | 26  | 3                | 7                | 10               | 12               | 7                | 0 | 2                    | 2                    | 2                    |                      |                      |
| 1989-1990  | Capitals de Washington   | LNH        | 41  | 1                | 11               | 12               | 28               | -                | - | -                    | -                    | -                    |                      |                      |
| 1990-1991  | Americans de Rochester   | LAH        | 69  | 13               | 53               | 66               | 28               | 15               | 5 | 13                   | 18                   | 4                    |                      |                      |
| 1990-1991  | Sabres de Buffalo        | LNH        | 7   | 0                | 2                | 2                | 4                | -                | - | -                    | -                    | -                    |                      |                      |
| 1991-1992  | Americans de Rochester   | LAH        | 42  | 8                | 26               | 34               | 16               | 16               | 5 | 6                    | 11                   | 4                    |                      |                      |
| 1991-1992  | Sabres de Buffalo        | LNH        | 10  | 1                | 0                | 1                | 8                | -                | - | -                    | -                    | -                    |                      |                      |
| 1992-1993  | Gulls de San Diego       | LIH        | 64  | 24               | 48               | 72               | 39               | -                | - | -                    | -                    | -                    |                      |                      |
| 1992-1993  | Sabres de Buffalo        | LNH        | 15  | 3                | 5                | 8                | 6                | 8                | 0 | 2                    | 2                    | 4                    |                      |                      |
| 1993-1994  | Mighty Ducks d'Anaheim   | LNH        | 80  | 14               | 25               | 39               | 40               | -                | - | -                    | -                    | -                    |                      |                      |
| 1994-1995  | Blues de Saint-Louis     | LNH        | 41  | 5                | 13               | 18               | 20               | 4                | 1 | 1                    | 2                    | 0                    |                      |                      |
| 1995-1996  | Lightning de Tampa Bay   | LNH        | 61  | 5                | 23               | 28               | 22               | 6                | 0 | 1                    | 1                    | 4                    |                      |                      |
| 1996-1997  | Lightning de Tampa Bay   | LNH        | 79  | 4                | 21               | 25               | 30               | -                | - | -                    | -                    | -                    |                      |                      |
| 1997-1998  | Sharks de San José       | LNH        | 82  | 7                | 25               | 32               | 48               | 6                | 1 | 2                    | 3                    | 2                    |                      |                      |
| 1998-1999  | Sharks de San José       | LNH        | 76  | 9                | 23               | 32               | 40               | 6                | 3 | 0                    | 3                    | 4                    |                      |                      |
| 1999-2000  | Lightning de Tampa Bay   | LNH        | 14  | 1                | 2                | 3                | 2                | -                | - | -                    | -                    | -                    |                      |                      |
| 1999-2000  | Predators de Nashville   | LNH        | 57  | 2                | 12               | 14               | 24               | -                | - | -                    | -                    | -                    |                      |                      |
| 2000-2001  | Predators de Nashville   | LNH        | 81  | 4                | 12               | 16               | 40               | -                | - | -                    | -                    | -                    |                      |                      |
| 2001-2002  | Predators de Nashville   | LNH        | 82  | 0                | 8                | 8                | 40               | -                | - | -                    | -                    | -                    |                      |                      |
| 2002-2003  | Predators de Nashville   | LNH        | 82  | 2                | 4                | 6                | 46               | -                | - | -                    | -                    | -                    |                      |                      |
| Totaux LNH | Totaux LNH               | Totaux LNH | 846 | 59               | 191              | 250              | 412              | 30               | 5 | 6                    | 11                   | 14                   |                      |                      |

## Trophées et honneurs personnels
- 1990-1991 : nommé dans la première équipe d'étoiles de la LAH.
- 1992-1993 : 
  - nommé dans la première équipe d'étoiles de la LIH.
  - vainqueur du trophée des gouverneurs.